# Grand Prix E3 2014
La 57e édition du Grand Prix E3 a eu lieu le 28 mars 2014. Il s'agit de la 6e épreuve de l'UCI World Tour 2014.

## Présentation
Ce Grand Prix E3 est la première des quatre classiques flandriennes inscrites à l'UCI World Tour. La plupart des vainqueurs et autres coureurs s'illustrant sur cette course le sont également quelques jours plus tard lors du Tour des Flandres qui emprunte une partie des mêmes bergs, d’où son nom de petit Tour des Flandres. C'est le cas du Belge Tom Boonen et du Suisse Fabian Cancellara lauréats des deux courses la même année dans un passé récent.
En préambule de ce Grand Prix E3, se déroule le Challenge Sprint Pro, tout comme le Challenge Sprint Pro du Grand Prix cycliste de Québec, celui-ci démarre par quatre séries de courses en ligne de quatre coureurs sur la Gentstraat d'une longueur de 950 m. Les deux premiers de ces séries atteignent les demi-finales qui dévoileront les noms des quatre finalistes. Le vainqueur final est bien sûr celui qui remporte cette finale. Les organisateurs espèrent ainsi attirer les meilleurs sprinteurs belges et internationaux.

### Parcours
Dix-sept monts sont répertoriés pour cette course :
| Num | Nom               | km    | Revêtement | Longueur (m) | Pente moyenne | Pente maxi | km de l'arrivée |
| --- | ----------------- | ----- | ---------- | ------------ | ------------- | ---------- | --------------- |
| 1   | Katteberg (nl)    | 33,7  | asphalte   | 600          | 6,7 %         |            | 178,5           |
| 2   | Leberg            | 43,1  | asphalte   | 700          | 6,1 %         | 14 %       | 169,1           |
| 3   | La Houppe         | 101,7 | asphalte   | 3 440        | 3,32 %        | 10 %       | 110,5           |
| 4   | Berg Stene (nl)   | 110,3 | asphalte   | 1 560        | 7,3 %         | 17 %       | 101,9           |
| 5   | Boigneberg (nl)   | 114,9 | asphalte   | 2 180        | 5,8 %         | 15 %       | 97,3            |
| 6   | Eikenberg         | 119,1 | pavés      | 1 200        | 5,6 %         | 11 %       | 93,1            |
| 7   | Stationsberg (nl) | 124,8 | pavés      | 460          | 3,2 %         | 5,7 %      | 87,4            |
| 8   | Taaienberg        | 129,4 | pavés      | 1 250        | 9,5 %         | 18 %       | 82,8            |
| 9   | Côte de Trieu     | 144,4 | asphalte   | 1 530        | 5,3 %         | 13,3 %     | 67,8            |
| 10  | Hotondberg (nl)   | 148,4 | asphalte   | 1 200        | 4 %           |            | 63,8            |
| 11  | Rotelenberg (nl)  | 156,8 | asphalte   | 1 100        | 3 %           |            | 55,4            |
| 12  | Kortekeer (nl)    | 158,4 | asphalte   | 1 000        | 6,4 %         |            | 53,8            |
| 13  | Kapelberg (nl)    | 170,8 | pavés      | 1 260        | 7,14 %        | 14 %       | 41,4            |
| 14  | Paterberg         | 174,9 | pavés      | 362          | 12 %          | 20 %       | 37,3            |
| 15  | Vieux Quaremont   | 179,1 | pavés      | 2 200        | 4,2 %         | 11 %       | 33,1            |
| 16  | Karnemelkbeek     | 185,5 | asphalte   | 1 530        | 4,2 %         |            | 26,7            |
| 17  | Tiegemberg        | 196,5 | asphalte   | 1 000        | 6,6 %         | 9 %        | 15,7            |

### Équipes
L'organisateur a communiqué la liste des équipes invitées le 16 janvier 2014. Vingt-cinq équipes participent à ce Grand Prix E3 - dix-huit ProTeams et sept équipes continentales professionnelles :
| ProTeams (18)- AG2R La Mondiale - Astana - Belkin - BMC Racing Team - Cannondale - Team Europcar - FDJ.fr - Garmin-Sharp - Giant-Shimano - Katusha - Lampre-Merida - Lotto-Belisol - Movistar Team - Omega Pharma-Quick Step - Orica-GreenEDGE - Sky - Tinkoff-Saxo - Trek Factory Racing Équipes continentales professionnelles (7)- Androni Giocattoli-Venezuela - Cofidis, Solutions Crédits - IAM Cycling - Topsport Vlaanderen-Baloise - UnitedHealthcare - Wanty-Groupe Gobert - MTN-Qhubeka |
| |

### Règlement de la course

#### Primes
Les vingt prix sont attribués suivant le barème de l'UCI,. Le total général des prix distribués est de 40 000 €.
| Position | 1er      | 2e      | 3e      | 4e      | 5e      | 6e      | 7e      | 8e    | 9e    | 10e à 20e |
| Prix     | 16 000 € | 8 000 € | 4 000 € | 2 000 € | 1 600 € | 1 200 € | 1 100 € | 800 € | 400 € | 400 €     |

## Classements

### Classement final
| \| Classement général \| Classement général \| Classement général \| Classement général \| Classement général \| \| Coureur \| Coureur \| Pays \| Équipe \| Temps \| \| ------------------ \| -------------------- \| ------------------ \| -------------------------- \| ------------------ \| \| 1er \| Peter Sagan \| Slovaquie \| Cannondale \| 4 h 56 min 30 s \| \| 2e \| Niki Terpstra \| Pays-Bas \| Omega Pharma-Quick Step \| + 0 s \| \| 3e \| Geraint Thomas \| Royaume-Uni \| Team Sky \| + 0 s \| \| 4e \| Stijn Vandenbergh \| Belgique \| Omega Pharma-Quick Step \| + 0 s \| \| 5e \| Sep Vanmarcke \| Belgique \| Belkin \| + 1 min 16 s \| \| 6e \| Tony Gallopin \| France \| Lotto-Belisol \| + 1 min 16 s \| \| 7e \| Borut Božič \| Slovénie \| Astana \| + 1 min 19 s \| \| 8e \| Tyler Farrar \| États-Unis \| Garmin-Sharp \| + 1 min 19 s \| \| 9e \| Fabian Cancellara \| Suisse \| Trek Factory Racing \| + 1 min 19 s \| \| 10e \| Greg Van Avermaet \| Belgique \| BMC Racing Team \| + 1 min 19 s \| \| 11e \| Tom Boonen \| Belgique \| Omega Pharma-Quick Step \| + 1 min 19 s \| \| 12e \| Jürgen Roelandts \| Belgique \| Lotto-Belisol \| + 1 min 19 s \| \| 13e \| Luca Paolini \| Italie \| Katusha \| + 1 min 19 s \| \| 14e \| Florian Sénéchal \| France \| Cofidis, Solutions Crédits \| + 1 min 19 s \| \| 15e \| John Degenkolb \| Allemagne \| Giant-Shimano \| + 1 min 19 s \| \| 16e \| Laurens De Vreese \| Belgique \| Wanty-Groupe Gobert \| + 1 min 19 s \| \| 17e \| Edvald Boasson Hagen \| Norvège \| Team Sky \| + 1 min 19 s \| \| 18e \| Ignatas Konovalovas \| Lituanie \| MTN-Qhubeka \| + 1 min 19 s \| \| 19e \| Zdeněk Štybar \| Tchéquie \| Omega Pharma-Quick Step \| + 1 min 19 s \| \| 20e \| Stijn Devolder \| Belgique \| Trek Factory Racing \| + 1 min 21 s \| |                      |             |                            |                 |
| |                      |             |                            |                 |
| Source : ProCyclingStats |                      |             |                            |                 |
| Classement général |                      |             |                            |                 |
| Coureur | Coureur              | Pays        | Équipe                     | Temps           |
| 1er | Peter Sagan          | Slovaquie   | Cannondale                 | 4 h 56 min 30 s |
| 2e | Niki Terpstra        | Pays-Bas    | Omega Pharma-Quick Step    | + 0 s           |
| 3e | Geraint Thomas       | Royaume-Uni | Team Sky                   | + 0 s           |
| 4e | Stijn Vandenbergh    | Belgique    | Omega Pharma-Quick Step    | + 0 s           |
| 5e | Sep Vanmarcke        | Belgique    | Belkin                     | + 1 min 16 s    |
| 6e | Tony Gallopin        | France      | Lotto-Belisol              | + 1 min 16 s    |
| 7e | Borut Božič          | Slovénie    | Astana                     | + 1 min 19 s    |
| 8e | Tyler Farrar         | États-Unis  | Garmin-Sharp               | + 1 min 19 s    |
| 9e | Fabian Cancellara    | Suisse      | Trek Factory Racing        | + 1 min 19 s    |
| 10e | Greg Van Avermaet    | Belgique    | BMC Racing Team            | + 1 min 19 s    |
| 11e | Tom Boonen           | Belgique    | Omega Pharma-Quick Step    | + 1 min 19 s    |
| 12e | Jürgen Roelandts     | Belgique    | Lotto-Belisol              | + 1 min 19 s    |
| 13e | Luca Paolini         | Italie      | Katusha                    | + 1 min 19 s    |
| 14e | Florian Sénéchal     | France      | Cofidis, Solutions Crédits | + 1 min 19 s    |
| 15e | John Degenkolb       | Allemagne   | Giant-Shimano              | + 1 min 19 s    |
| 16e | Laurens De Vreese    | Belgique    | Wanty-Groupe Gobert        | + 1 min 19 s    |
| 17e | Edvald Boasson Hagen | Norvège     | Team Sky                   | + 1 min 19 s    |
| 18e | Ignatas Konovalovas  | Lituanie    | MTN-Qhubeka                | + 1 min 19 s    |
| 19e | Zdeněk Štybar        | Tchéquie    | Omega Pharma-Quick Step    | + 1 min 19 s    |
| 20e | Stijn Devolder       | Belgique    | Trek Factory Racing        | + 1 min 21 s    |

### UCI World Tour
Ce Grand Prix E3 attribue des points pour l'UCI World Tour 2014, par équipes uniquement aux équipes ayant un label ProTeam, individuellement uniquement aux coureurs des équipes ayant un label ProTeam.
| Position           | 1er | 2e | 3e | 4e | 5e | 6e | 7e | 8e | 9e | 10e |
| Classement général | 80  | 60 | 50 | 40 | 30 | 22 | 14 | 10 | 6  | 2   |

## Liste des participants
- Liste de départ complète

| Légende | Légende                                                                    | Légende | Légende                                                    |
| ------- | -------------------------------------------------------------------------- | ------- | ---------------------------------------------------------- |
| Num     | Dossard de départ porté par le coureur sur ce Grand Prix E3                | Pos     | Position à l'arrivée de la course                          |
|         | Indique un maillot de champion national ou mondial, suivi de sa spécialité | NP      | Indique un coureur qui n'a pas pris le départ de la course |
| AB      | Indique un coureur qui n'a pas terminé la course                           | HD      | Indique un coureur qui a terminé la course hors des délais |

| Trek Factory Racing TFR | Trek Factory Racing TFR       | Trek Factory Racing TFR |
| ----------------------- | ----------------------------- | ----------------------- |
| Num                     | Coureur                       | Pos                     |
| 1                       | Fabian Cancellara (SUI)       | 9e                      |
| 2                       | Stijn Devolder (BEL) (Route)  | 20e                     |
| 3                       | Markel Irizar (ESP)           | 104e                    |
| 4                       | Yaroslav Popovych (UKR)       | 50e                     |
| 5                       | Grégory Rast (SUI)            | 55e                     |
| 6                       | Hayden Roulston (NZL) (Route) | AB                      |
| 7                       | Jesse Sergent (NZL)           | AB                      |
| 8                       | Jasper Stuyven (BEL)          | AB                      |

| Cannondale CAN | Cannondale CAN             | Cannondale CAN |
| -------------- | -------------------------- | -------------- |
| Num            | Coureur                    | Pos            |
| 11             | Peter Sagan (SVK) (Route)  | 1er            |
| 12             | Maciej Bodnar (POL)        | 49e            |
| 13             | Oscar Gatto (ITA)          | AB             |
| 14             | Ted King (USA)             | AB             |
| 15             | Kristjan Koren (SLO)       | 45e            |
| 16             | Matthias Krizek (AUT)      | 106e           |
| 17             | Paolo Longo Borghini (ITA) | 86e            |
| 18             | Alan Marangoni (ITA)       | AB             |

| BMC Racing BMC | BMC Racing BMC              | BMC Racing BMC |
| -------------- | --------------------------- | -------------- |
| Num            | Coureur                     | Pos            |
| 21             | Daniel Oss (ITA)            | AB             |
| 22             | Silvan Dillier (SUI)        | 77e            |
| 23             | Thor Hushovd (NOR) (Route)  | AB             |
| 24             | Rick Zabel (GER)            | AB             |
| 25             | Manuel Quinziato (ITA)      | 97e            |
| 26             | Michael Schär (SUI) (Route) | AB             |
| 27             | Greg Van Avermaet (BEL)     | 10e            |
| 28             | Danilo Wyss (SUI)           | 30e            |

| AG2R La Mondiale ALM | AG2R La Mondiale ALM     | AG2R La Mondiale ALM |
| -------------------- | ------------------------ | -------------------- |
| Num                  | Coureur                  | Pos                  |
| 31                   | Davide Appollonio (ITA)  | AB                   |
| 32                   | Yauheni Hutarovich (BLR) | 22e                  |
| 33                   | Steve Chainel (FRA)      | 64e                  |
| 34                   | Maxime Daniel (FRA)      | 99e                  |
| 35                   | Damien Gaudin (FRA)      | 67e                  |
| 36                   | Hugo Houle (CAN)         | AB                   |
| 37                   | Lloyd Mondory (FRA)      | 65e                  |
| 38                   | Sébastien Turgot (FRA)   | 34e                  |

| Astana AST | Astana AST               | Astana AST |
| ---------- | ------------------------ | ---------- |
| Num        | Coureur                  | Pos        |
| 41         | Borut Božič (SLO)        | 7e         |
| 42         | Francesco Gavazzi (ITA)  | AB         |
| 43         | Andriy Grivko (UKR)      | 47e        |
| 44         | Dmitriy Gruzdev (KAZ)    | AB         |
| 45         | Andrea Guardini (ITA)    | AB         |
| 46         | Valentin Iglinskiy (KAZ) | 78e        |
| 47         | Ruslan Tleubayev (KAZ)   | 70e        |
| 48         | Dmitriy Muravyev (KAZ)   | AB         |

| Belkin BEL | Belkin BEL               | Belkin BEL |
| ---------- | ------------------------ | ---------- |
| Num        | Coureur                  | Pos        |
| 51         | Jetse Bol (NED)          | AB         |
| 52         | Robert Wagner (GER)      | AB         |
| 53         | Tom Leezer (NED)         | AB         |
| 54         | Bram Tankink (NED)       | 56e        |
| 55         | Maarten Tjallingii (NED) | 105e       |
| 56         | Jos van Emden (NED)      | AB         |
| 57         | Sep Vanmarcke (BEL)      | 5e         |
| 58         | Maarten Wynants (BEL)    | AB         |

| FDJ.fr FDJ | FDJ.fr FDJ               | FDJ.fr FDJ |
| ---------- | ------------------------ | ---------- |
| Num        | Coureur                  | Pos        |
| 61         | William Bonnet (FRA)     | 98e        |
| 62         | David Boucher (FRA)      | AB         |
| 63         | Mickaël Delage (FRA)     | 83e        |
| 64         | Matthieu Ladagnous (FRA) | 96e        |
| 65         | Johan Le Bon (FRA)       | 84e        |
| 66         | Murilo Fischer (BRA)     | AB         |
| 67         | Laurent Mangel (FRA)     | AB         |
| 68         | Yoann Offredo (FRA)      | 31e        |

| Garmin-Sharp GRS | Garmin-Sharp GRS          | Garmin-Sharp GRS |
| ---------------- | ------------------------- | ---------------- |
| Num              | Coureur                   | Pos              |
| 71               | Lasse Norman Hansen (DEN) | AB               |
| 72               | Tyler Farrar (USA)        | 8e               |
| 73               | Raymond Kreder (NED)      | AB               |
| 74               | Sebastian Langeveld (NED) | 57e              |
| 75               | David Millar (GBR)        | 107e             |
| 76               | Nick Nuyens (BEL)         | 59e              |
| 77               | Dylan van Baarle (NED)    | 58e              |
| 78               | Steele Von Hoff (AUS)     | 90e              |

| Lampre-Merida LAM | Lampre-Merida LAM         | Lampre-Merida LAM |
| ----------------- | ------------------------- | ----------------- |
| Num               | Coureur                   | Pos               |
| 81                | Niccolò Bonifazio (ITA)   | AB                |
| 82                | Davide Cimolai (ITA)      | AB                |
| 83                | Luca Dodi (ITA)           | AB                |
| 84                | Elia Favilli (ITA)        | AB                |
| 85                | Sacha Modolo (ITA)        | AB                |
| 86                | Andrea Palini (ITA)       | AB                |
| 87                | Filippo Pozzato (ITA)     | 79e               |
| 88                | Maximiliano Richeze (ARG) | AB                |

| Lotto-Belisol LTB | Lotto-Belisol LTB      | Lotto-Belisol LTB |
| ----------------- | ---------------------- | ----------------- |
| Num               | Coureur                | Pos               |
| 91                | Lars Ytting Bak (DEN)  | AB                |
| 92                | Vegard Breen (NOR)     | AB                |
| 93                | Kenny Dehaes (BEL)     | 103e              |
| 94                | Tony Gallopin (FRA)    | 6e                |
| 95                | Pim Ligthart (NED)     | 26e               |
| 96                | Jürgen Roelandts (BEL) | 12e               |
| 97                | Marcel Sieberg (GER)   | 80e               |
| 98                | Jens Debusschere (BEL) | AB                |

| Movistar MOV | Movistar MOV             | Movistar MOV |
| ------------ | ------------------------ | ------------ |
| Num          | Coureur                  | Pos          |
| 101          | Alejandro Valverde (ESP) | 63e          |
| 102          | Alex Dowsett (GBR)       | AB           |
| 103          | Imanol Erviti (ESP)      | 51e          |
| 104          | Enrique Sanz (ESP)       | 87e          |
| 105          | Juan José Lobato (ESP)   | AB           |
| 106          | Andrey Amador (CRC)      | 42e          |
| 107          | Francisco Ventoso (ESP)  | 32e          |
| 108          | Jasha Sütterlin (GER)    | AB           |

| Omega Pharma-Quick Step OPQ | Omega Pharma-Quick Step OPQ    | Omega Pharma-Quick Step OPQ |
| --------------------------- | ------------------------------ | --------------------------- |
| Num                         | Coureur                        | Pos                         |
| 111                         | Tom Boonen (BEL)               | 11e                         |
| 112                         | Iljo Keisse (BEL)              | 94e                         |
| 113                         | Zdeněk Štybar (CZE)            | 19e                         |
| 114                         | Niki Terpstra (NED)            | 2e                          |
| 115                         | Nikolas Maes (BEL)             | 37e                         |
| 116                         | Guillaume Van Keirsbulck (BEL) | 43e                         |
| 117                         | Stijn Vandenbergh (BEL)        | 4e                          |
| 118                         | Martin Velits (SVK)            | AB                          |

| Orica-GreenEDGE OGE | Orica-GreenEDGE OGE   | Orica-GreenEDGE OGE |
| ------------------- | --------------------- | ------------------- |
| Num                 | Coureur               | Pos                 |
| 121                 | Mitchell Docker (AUS) | AB                  |
| 122                 | Luke Durbridge (AUS)  | 71e                 |
| 123                 | Mathew Hayman (AUS)   | AB                  |
| 124                 | Michael Hepburn (AUS) | AB                  |
| 125                 | Daryl Impey (RSA)     | 38e                 |
| 126                 | Jens Keukeleire (BEL) | AB                  |
| 127                 | Jens Mouris (NED)     | AB                  |
| 128                 | Svein Tuft (CAN)      | AB                  |

| Europcar FRA | Europcar FRA           | Europcar FRA |
| ------------ | ---------------------- | ------------ |
| Num          | Coureur                | Pos          |
| 131          | Jérôme Cousin (FRA)    | 68e          |
| 132          | Antoine Duchesne (CAN) | 92e          |
| 133          | Yohann Gène (FRA)      | AB           |
| 134          | Vincent Jérôme (FRA)   | 33e          |
| 135          | Morgan Lamoisson (FRA) | AB           |
| 136          | Yannick Martinez (FRA) | 111e         |
| 137          | Alexandre Pichot (FRA) | 39e          |
| 138          | Björn Thurau (GER)     | AB           |

| Giant-Shimano GIA | Giant-Shimano GIA                 | Giant-Shimano GIA |
| ----------------- | --------------------------------- | ----------------- |
| Num               | Coureur                           | Pos               |
| 141               | Roy Curvers (NED)                 | AB                |
| 142               | Bert De Backer (BEL)              | 25e               |
| 143               | Koen de Kort (NED)                | 95e               |
| 144               | John Degenkolb (GER)              | 15e               |
| 145               | Dries Devenyns (BEL)              | 21e               |
| 146               | Reinardt Janse van Rensburg (RSA) | AB                |
| 147               | Ramon Sinkeldam (NED)             | 85e               |
| 148               | Albert Timmer (NED)               | AB                |

| Katusha KAT | Katusha KAT                     | Katusha KAT |
| ----------- | ------------------------------- | ----------- |
| Num         | Coureur                         | Pos         |
| 151         | Vladimir Gusev (RUS)            | 100e        |
| 152         | Rüdiger Selig (GER)             | AB          |
| 153         | Vladimir Isaychev (RUS) (Route) | 91e         |
| 154         | Aliaksandr Kuschynski (BLR)     | AB          |
| 155         | Viatcheslav Kouznetsov (RUS)    | 35e         |
| 156         | Luca Paolini (ITA)              | 13e         |
| 157         | Gatis Smukulis (LAT)            | 89e         |
| 158         | Alexey Tsatevitch (RUS)         | 74e         |

| Sky SKY | Sky SKY                    | Sky SKY |
| ------- | -------------------------- | ------- |
| Num     | Coureur                    | Pos     |
| 161     | Edvald Boasson Hagen (NOR) | 17e     |
| 162     | Bernhard Eisel (AUT)       | 54e     |
| 163     | Christian Knees (GER)      | 88e     |
| 164     | Salvatore Puccio (ITA)     | 48e     |
| 165     | Gabriel Rasch (NOR)        | AB      |
| 166     | Luke Rowe (GBR)            | AB      |
| 167     | Ian Stannard (GBR)         | AB      |
| 168     | Geraint Thomas (GBR)       | 3e      |

| Tinkoff-Saxo TCS | Tinkoff-Saxo TCS              | Tinkoff-Saxo TCS |
| ---------------- | ----------------------------- | ---------------- |
| Num              | Coureur                       | Pos              |
| 171              | Daniele Bennati (ITA)         | AB               |
| 172              | Manuele Boaro (ITA)           | 110e             |
| 173              | Karsten Kroon (NED)           | 62e              |
| 174              | Christopher Juul Jensen (DEN) | 66e              |
| 175              | Michal Kolář (SVK)            | AB               |
| 176              | Michael Mørkøv (DEN) (Route)  | 23e              |
| 177              | Nicki Sørensen (DEN)          | 61e              |
| 178              | Nikolay Trusov (RUS)          | 72e              |

| Androni Giocattoli-Venezuela AND | Androni Giocattoli-Venezuela AND | Androni Giocattoli-Venezuela AND |
| -------------------------------- | -------------------------------- | -------------------------------- |
| Num                              | Coureur                          | Pos                              |
| 181                              | Marco Bandiera (ITA)             | AB                               |
| 182                              | Patrick Facchini (ITA)           | AB                               |
| 183                              | Johnny Hoogerland (NED) (Route)  | 46e                              |
| 184                              | Carlos José Ochoa (VEN)          | AB                               |
| 185                              | Antonio Parrinello (ITA)         | 75e                              |
| 186                              | Nicola Testi (ITA)               | AB                               |
| 187                              | Kenny van Hummel (NED)           | AB                               |
| 188                              | Andrea Zordan (ITA)              | AB                               |

| Cofidis COF | Cofidis COF            | Cofidis COF |
| ----------- | ---------------------- | ----------- |
| Num         | Coureur                | Pos         |
| 191         | Edwig Cammaerts (BEL)  | AB          |
| 192         | Egoitz García (ESP)    | 44e         |
| 193         | Gert Jõeäär (EST)      | AB          |
| 194         | Cyril Lemoine (FRA)    | 60e         |
| 195         | Adrien Petit (FRA)     | 24e         |
| 196         | Florian Sénéchal (FRA) | 14e         |
| 197         | Louis Verhelst (BEL)   | AB          |
| 198         | Romain Zingle (BEL)    | 40e         |

| IAM | IAM                               | IAM |
| --- | --------------------------------- | --- |
| Num | Coureur                           | Pos |
| 201 | Sylvain Chavanel (FRA)            | 29e |
| 202 | Martin Elmiger (SUI)              | 41e |
| 203 | Heinrich Haussler (AUS)           | 81e |
| 204 | Sébastien Hinault (FRA)           | AB  |
| 205 | Roger Kluge (GER)                 | AB  |
| 206 | Dominic Klemme (GER)              | AB  |
| 207 | Jérôme Pineau (FRA)               | AB  |
| 208 | Aleksejs Saramotins (LAT) (Route) | 82e |

| MTN-Qhubeka MTN | MTN-Qhubeka MTN           | MTN-Qhubeka MTN |
| --------------- | ------------------------- | --------------- |
| Num             | Coureur                   | Pos             |
| 211             | Gerald Ciolek (GER)       | AB              |
| 212             | Bradley Potgieter (RSA)   | AB              |
| 213             | Ignatas Konovalovas (LTU) | 18e             |
| 214             | Songezo Jim (RSA)         | AB              |
| 215             | Jacobus Venter            | 102e            |
| 216             | Kristian Sbaragli (ITA)   | AB              |
| 217             | Andreas Stauff (GER)      | AB              |
| 218             | Jay Robert Thomson (RSA)  | 53e             |

| Topsport Vlaanderen-Baloise TSV | Topsport Vlaanderen-Baloise TSV | Topsport Vlaanderen-Baloise TSV |
| ------------------------------- | ------------------------------- | ------------------------------- |
| Num                             | Coureur                         | Pos                             |
| 221                             | Tim Declercq (BEL)              | AB                              |
| 222                             | Sander Helven (BEL)             | AB                              |
| 223                             | Yves Lampaert (BEL)             | 36e                             |
| 224                             | Jarl Salomein (BEL)             | 73e                             |
| 225                             | Edward Theuns (BEL)             | AB                              |
| 226                             | Tom Van Asbroeck (BEL)          | 27e                             |
| 227                             | Pieter Vanspeybrouck (BEL)      | AB                              |
| 228                             | Jelle Wallays (BEL)             | NP                              |

| UnitedHealthcare UHC | UnitedHealthcare UHC     | UnitedHealthcare UHC |
| -------------------- | ------------------------ | -------------------- |
| Num                  | Coureur                  | Pos                  |
| 231                  | Alessandro Bazzana (ITA) | 69e                  |
| 232                  | Ken Hanson (USA)         | AB                   |
| 233                  | Aldo Ino Ilešič (SLO)    | AB                   |
| 234                  | Christopher Jones (USA)  | 93e                  |
| 235                  | Luke Keough (USA)        | AB                   |
| 236                  | Martijn Maaskant (NED)   | AB                   |
| 237                  | John Murphy (USA)        | AB                   |
| 238                  | Daniel Summerhill (USA)  | 76e                  |

| Wanty-Groupe Gobert WGG | Wanty-Groupe Gobert WGG  | Wanty-Groupe Gobert WGG |
| ----------------------- | ------------------------ | ----------------------- |
| Num                     | Coureur                  | Pos                     |
| 241                     | Tim De Troyer (BEL)      | AB                      |
| 242                     | Laurens De Vreese (BEL)  | 16e                     |
| 243                     | Jempy Drucker (LUX)      | 28e                     |
| 244                     | Jan Ghyselinck (BEL)     | 101e                    |
| 245                     | Wesley Kreder (NED)      | 109e                    |
| 246                     | Björn Leukemans (BEL)    | 52e                     |
| 247                     | Mirko Selvaggi (ITA)     | AB                      |
| 248                     | Frederik Veuchelen (BEL) | 108e                    |